# Janne Rothmar Herrmann
Janne Rothmar Herrmann (født 1976 i København) er en dansk jurist og professor. Hun er tidligere medlem af Dataetisk Råd, medlem af Nævnet for Videnskabelig Uredelighed, guvernør for World Association for Medical Law, og medlem af Nordisk Komité for Bioetik og har udgivet flere bøger om bl.a. privatlivsbeskyttelse og teknologi.
Janne Rothmar Herrmann blev i 2002 cand.jur. fra Københavns Universitet og fik i 2008 en ph.d.-grad fra samme universitet, med sin afhandling "Retsbeskyttelsen af fostre og befrugtede æg". I dag er hun professor i sundhedsret og bioret ved Københavns Universitet. Hun var en del af forskergruppen, der stod for den uafhængige udredning af Spiralsagen om grønlandske piger, der fik isat spiral er uden samtykke af danske læger.

## Udgivelser
- Retsbeskyttelsen af fostre og befrugtede æg, 2008
- Health and Human Rights in Europe, 2012 (med Brigit Toebes, Aart Hendricks, Mette Hartlev)
- Retten om de døde, 2016
- Ret, privatlov og teknologi, 2018.[8]
- The Cryopolitics of Reproduction of Ice - A New Scandinavian Ice Age, 2020 (med Charlotte Kroløkke, Thomas Søbirk Petersen, Stine Willum Adrian, Anna Sofie Bach)